# Мистерия
Мисте́рия (англ. mystery) — художественный жанр, в котором история события, обычно убийства или другого преступления, остаётся загадкой до конца повествования. Часто в сюжетах, где расследуется преступление, возникает ситуация, когда имеется ограниченный круг подозреваемых, каждому из которых можно приписать достоверные мотивы и объективные возможности для совершения преступления. Центральным персонажем часто является детектив (например, Шерлок Холмс), который в конечном итоге разгадывает тайну путём логического вывода из фактов, представленных читателю. Некоторые детективные книги являются научно-популярными. Мистерия может быть детективной историей, в которых акцент делается на головоломке или элементе саспенса и его логическом решении, таком как whodunit. Мистерию можно противопоставить «крутому» детективу, который сосредоточен на экшене и суровом реализме.
Мистерия может включать сверхъестественную тайну, в которой решение не должно быть логичным, а факт преступления может отсутствовать в сюжете. Такие сюжеты были распространены в pulp-журналах 1930-х и 1940-х годов, таких как «Dime Mystery», «Thrilling Mystery» и «Spicy Mystery», где публиковались сложные и причудливые истории, как например сверхъестественные ужасы в духе Гран-Гиньоля. Это контрастировало с другими журналами похожих названий, публикующих традиционную суровую криминальную литературу. Первое использование «мистерии» в этом смысле было в журнале «Dime Mystery», который изначально публиковал криминальные истории, но перешел на жанр «weird menace» в конце 1933 года.

## Использование термина
В области терминологии и классификации художественных произведений в англоязычной культуре существуют заметные различия в использовании терминов «mystery» и «detective». Так, термин «mystery» широко применяется для обозначения жанра, включающего произведения, акцентирующих внимание на атмосфере таинственности, загадках (в том числе опосредованных, когда разгадка сама появляется по ходу сюжета, без неспоредственного участия героев произведения), а также не редко пересекается со сверхъестественными или около-религиозными тематиками без однозначных разгадок. В этом контексте, «mystery» может охватывать более широкий спектр художественных произведений, чем детективы, которые более узко фокусируются на расследовании преступлений центральным персонажем, работающем в сфере преступности и нелегальных действий. Этот поджанр мистерии и «crime fiction» (рус. криминальный жанр) обращает внимание на логику, методы расследования, и преимущественно на раскрытии тайн, связанных с преступлениями.
В русскоязычной традиции, жанр «мистерия» практически не применяется в каталогах и классификационных системах, и зачастую заменяется детективом или «мистикой» — жанром, сфокусированным на сверхъественных или паранормальных элементах. Степень употребления терминов может быть связана с культурными особенностями и предпочтениями аудитории, а также с традициями в литературном наследии.

## Происхождение
Жанр романов-мистерий является относительно молодой формой литературы, которая развивалась с начала 19 века. Рост грамотности начался в годы английского Возрождения, и, когда люди начали читать с течением времени, они стали более индивидуалистичными в своем мышлении. Именно с ростом индивидуализма, люди начали ценить человеческий разум и его способность решать проблемы..
Одной из причин, по которой жанр детективных романов не был известен до XIX века, могло быть отсутствие настоящих полицейских сил. До эпохи промышленной революции во многих городах присутствовали лишь простые констебли и ночные сторожи. Обычно констебль был знаком со всеми жителями города, и преступления либо быстро раскрывались, либо навсегда оставались нераскрытыми. Однако с ростом городского населения и формированием полицейских структур и стала понятна необходимость в детективах. Отсюда и возникает появлений жанра о разрешении преступлений и тайн.
Раннее произведение современной жанр мистерии «Мадемуазель де Скюдери» Эрнста Гофмана (1819), оказало влияние на роман Эдгара Аллана По «Убийство на улице Морг» (1841), как и роман Вольтера «Задиг» (1747). Роман Уилки Коллинза «Женщина в белом» был опубликован в 1860 году, в то время как «Лунный камень» (1868) часто считается его шедевром. В 1887 году Артур Конан Дойл представил Шерлока Холмса, чьи загадки, как говорят, несут особую ответственность за огромную популярность в этом жанре. В 1901 году Морис Леблан создал джентльмена-вора Арсена Люпена, чье творческое воображение конкурировало с «дедукцией» Шерлока Холмса, который пренебрежительно включался в некоторые истории Люпена под очевидными псевдонимами. Жанр начал расширяться на рубеже веков с развитием бульварных романов и pulp-журналов. Книги особенно способствовали развитию этого жанра, и в 1920-х годах многие авторы начали активно писать в нём. Важным вкладом в развитие жанра в 1920-х годах стало развитие романов для подростков Эдварда Стратемейера. Стратемейер первоначально разработал и написал мистерии Братья Харди и Нэнси Дрю, написанные под псевдонимом «Франклин Диксон» и «Кэролин Кин» соответственно (позднее романы стали писать его дочь Харриет Адамс и другие авторы). 1920-е годы также породили одного из самых популярных авторов детективов всех времён, Агаты Кристи, чьи работы: «Убийство в «Восточном экспрессе»» (1934), «Смерть на Ниле» (1937) и самую продаваемую в мире мистерию «Десять негритят» (1939).
Массовая популярность pulp-журналов в 1930-х и 1940-х годах повысила интерес к мистерии. Популярность pulp-журналов снизилась в 1950-х годах на волне роста телевидения, настолько, что множество доступных тогда названий сократилось до двух: «Alfred Hitchcock’s Mystery Magazine» и «Ellery Queen’s Mystery Magazine» — оба теперь публикуются Dell Magazines, подразделением Crosstown Publications. Автору детективов Эллери Куин (псевдоним Фредерика Данне и Манфреда Б. Ли) также заслуживает признания за поддержание интереса к жанру мистерии.

### XXI век
Интерес к жанру мистерии продолжает сохраняться и по сей день, частично благодаря различным телевизионным шоу, использующим сюжеты с тайнами и загадками, а также многочисленным подростковым и взрослым романам, которые продолжают выпускаться. Существует некоторое перекрытие с жанрами «триллер» и «саспенс», и авторы этих жанров могут считать себя авторами в жанре мистерии. Комиксы и графические романы продолжают эту традицию, а экранизации и современные веб-сериалы с детективными сюжетами помогли возродить популярность жанра в последнее время.

## Классификация

### Детектив
Хотя истоки жанра восходят к древней литературе и циклу «Тысяча и одна ночь», современная детективная история, как мы её знаем, была придумана Эдгаром Алланом По в середине 19-го века через его рассказ «Убийство на улице Морг», в котором, возможно, был показан первый в мире вымышленный детектив Огюст Дюпен. Тем не менее, детектив был впервые и популяризирован только в конце 19-го века, рассказами сэра Артура Конан Дойла о Шерлоке Холмсе, которые считаются вехами в криминале.
Детектив имеет некоторое сходство с мистерией в том, что в нём также есть тайна, которую нужно разгадать, подсказки, отвлекающие уловки, некоторые сюжетные повороты по пути и детективная развязка, но отличается по нескольким пунктам. В большинстве историй о Шерлоке Холмсе вообще нет подозреваемых, в то время как в мистерии, напротив, их много. Как уже отмечалось, в детективных историях участвуют профессиональные и отставные детективы, в то время как в мистериях почти исключительно рассказывают детективы-любители. Наконец, детективные истории сосредоточены на детективе и о том, как было раскрыто преступление, в то время как мистерия сосредоточена на личности виновника и о том, как было совершено преступление, отличие, которое отделило « Десять негритят» от других работ Агаты Кристи.

### Настоящее преступление
Настоящее преступление — литературный жанр, который рассказывает о реальных преступлениях, совершенных реальными людьми, почти наполовину сосредоточенный на серийных убийцах. Критикуемый многими как нечувствительный к тем, кто лично знаком с инцидентами, его часто классифицируют как трэш. Основываясь на реальности, он имеет больше общего с документацией, чем с жанром мистерии. В отличие от такой мистерии, он не сильно фокусируется на личности виновника и не имеет отвлекающих уловок или подсказок, но часто подчёркивает, как был пойман виновник и их мотивы.

### Уютный детектив
Уютные детективы начались в конце 20-го века как переосмысление Золотого века; эти романы, как правило, уклоняются от насилия и неизвестности и часто изображают женщин-детективов-любителей. Современные уютные детективы часто, хотя и не обязательно в любом случае, юмористические и тематические. Этот жанр отличается минимальным насилием, сексом и социальной значимостью, решением, достигнутым интеллектом или интуицией, а не полицейской процедуралом с восстановленным в конце концов порядком, почётными и хорошо выведенными персонажами и обстановкой в закрытом сообществе. Убийства часто совершаются менее жестокими инструментами, такими как яд, и нанесенные раны редко, если вообще когда-либо используются в качестве подсказок. Писателями, которые внедрили и популяризировали жанр, являются Агата Кристи, Дороти Ли Сэйерс и Элизабет Дейли.

### Политический триллер
Политический триллер или роман в зале суда также связаны с детективной фантастикой. Сама система правосудия всегда является важной частью этих работ, иногда почти функционирует как один из персонажей. Таким образом, правовая система обеспечивает основу для политического триллера так же, как и система современной полицейской работы для полицейского процедурала. Политический триллер обычно начинает свою деятельность с судебного разбирательства после закрытия расследования, что часто приводит к новому взгляду на расследование, чтобы добиться окончательного результата, отличного от того, который первоначально разработан следователями. В политическом триллере судебное разбирательство играет очень активную, если не говоря уже о решающей роли в деле, достигающей окончательного решения. Эрл Стэнли Гарднер популяризировал роман в зале суда в 20-м веке своей серией о "Перри Мейсоне. Современными авторами юридических триллеров являются Майкл Коннелли, Линду Фэйрстейн, Джона Гришэма, Джона Лескроарта, Пола Левина, Лизу Скоттолайн и Скотта Туроу.

### Полицейский процедурал
Во многих детективных историях главными героями являются полицейские. Эти истории могут принимать различные формы, но многие авторы пытаются реалистично изобразить рутинную деятельность группы полицейских, которые часто работают над более чем одним делом одновременно, обеспечивая резкий контраст с архетипом детектива как супергероя, принесшим Холмсом. Некоторые из этих историй являются whodunits; в других преступник хорошо известен, и это случай получения достаточного количества доказательств.
В 1940-х годах полицейский процедурал эволюционировал как новый стиль детектива. В отличие от героев Кристи, Чендлера и Спиллэйна, полицейский детектив был подвергнут ошибкам и был ограничен правилами и положениями. Как говорит Гэри Уасладен в Places for Dead Bodies, «не все клиенты были ненасытными бомбами, и всегда была жизнь вне работы». Детектив в полицейском процессуальном процессе делает то, что делают полицейские, чтобы поймать преступника. Среди писателей Эд Макбейн, Ф. Д. Джеймс и Бартоломью Гилл.

### Перевёрнутый детектив
Перевёрнутый детектив — это структура мистерии убийства, в которой совершение преступления показано или описано в начале, обычно включая личность преступника. Затем история описывает попытку детектива разгадать тайну. Могут также быть вспомогательные головоломки, например, почему преступление было совершено, и они объясняются или решаются во время истории. Этот формат является противоположностью более типичному «whodunit», где все детали исполнителя преступления не раскрываются до кульминации истории.

### Крутой детектив
Мартин Хьюитт, созданный британским писателем Артуром Моррисоном в 1894 году, является одним из первых примеров современного стиля вымышленного частного детектива. Этот персонаж описывается как «детектив „Каждого человека“, призванный бросить вызов детективу как супермену, которого представлял Холмс».
К концу 1920-х годов Аль Капоне и Толпа вызывали не только страх, но и основное любопытство об американском преступном мире. Популярные pulp-журналы, такие как Black Mask, воспользовались этим, поскольку такие авторы, как Кэррол Джон Дейли, публиковали жестокие истории, которые были сосредоточены на хаосе и несправедливости, окружающей преступников, а не на обстоятельствах преступления. Очень часто никакой реальной мистерии даже не существовало: книги просто вращались вокруг правосудия, которому служат тем, кто заслуживает жестокого обращения, что было подробно описано. Общая тема, которую изобразили эти авторы, отражала «изменяющееся лицо самой Америки».
В 1930-х годах жанр частных глаз был полностью принят американскими писателями. Одним из основных участников этого стиля был Дэшил Хэмметт со своим знаменитым частным детективом Сэмом Спейдом. Его стиль криминала стал известен как «крутой», который описывается как жанр, который «обычно имеет дело с преступной деятельностью в современной городской среде, мире разобщенных знаков и анонимных незнакомцев». «Рассказанные суровым, а иногда и элегантным языком неэмоциональными глазами новых героев-детективов, эти истории были американским явлением». По словам автора бестселлеров Майкла Коннелли, «Чендлер приписал Хэмметту, что он вытащил мистерию из комнаты и выставил её на улицу, которой она принадлежит».
В конце 1930-х годов Рэймонд Чандлер обновил форму своим частным детективом Филипом Марлоу, который принес детективу более интимный голос, чем более отдаленный стиль «оперативного отчёта» историй Континентальной операции Хэмметта. Несмотря на то, что он преодолел задачу сюжета, его каденсные диалоги и загадочные повествования были музыкальными, напоминая темные переулки и жестких головорезов, богатых женщин и влиятельных мужчин, о которых он писал. Было снято несколько художественных и телевизионных фильмов о персонаже Филипа Марлоу. Джеймс Хэдли Чейз написал несколько романов с частными глазами в качестве главных героев, в том числе «Реквием блондинки» (1945), «Положи её среди лилий» (1950) и «Пойми это для себя» (1950). Герои этих романов — типичные личные глаза, очень похожие или плагиатирующие работы Рэймонда Чендлера.
Росс Макдональд (настоящее имя — Кеннет Миллар), снова обновил форму со своим детективом Лью Арчером. Арчер, как и вымышленные герои Хэмметт, был глазом камеры, практически не известным прошлым. «Поверните Арчера в сторону, и он исчезнет», — написал один рецензент. Двумя сильными сторонами Макдональда были его использование психологии и его прекрасная проза, которая была полна образов. Как и другие «крутые» писатели, Макдональд стремился создать впечатление реализма в своей работе через насилие, секс и конфронтацию. Фильм 1966 года «Харпер» с Полом Ньюманом в главной роли был основан на первой истории Лью Арчера «Двигающаяся цель» (1949). Ньюман повторил роль в фильме «Утоплённый бассейн» в 1976 году.
Майкл Коллинз (настоящее имя — Деннис Линдс), обычно считается автором, который привёл форму в современную эпоху. Его частный детектив Дэн Форчун постоянно участвовал в тех же историях Дэвида и Голиата, что и Хэмметт, Чендлер и Макдональд, но Коллинз принял социологический уклон, исследуя значение мест своих персонажей в обществе и влияние, которое общество оказало на людей. Полные комментариев и обрезанной прозы, его книги были более интимными, чем книги его предшественников, драматизируя, что преступление может произойти в собственной гостиной.
Роман PI был областью, в которой доминируют мужчины, в которой женщины-авторы редко находили публикации, пока Марсия Мюллер, Сара Парецки и Сью Графтон не опубликовали в конце 1970-х и начале 1980-х годов. Детектив каждого автора, также женщина, был умным и физическим и могл владеть ею. Их принятие и успех заставили издателей искать других женщин-авторов.

### Исторический детектив
Действие этих работ происходит в период времени, который считается историческим с точки зрения автора, а центральный сюжет включает раскрытие тайны или преступления (обычно убийства). Хотя работы, сочетающие эти жанры, существовали, по крайней мере, с начала 20-го века, многие приписывают серии Эллис Питерс «The Cadfael Chronicles» (1977—1994) за популяризацию того, что станет известно как исторический детектив.

### Убийство в закрытой комнате
Убийство в закрытой комнате — поджанр детектива. Преступление — почти всегда убийство — совершается в обстоятельствах, при которых преступник, казалось бы, не мог совершить преступление и/или избежать обнаружения в процессе вступления и выхода с места преступления. Жанр был создан в 19 веке. «Убийства По на улице Морг» (1841) считается первом убийством в закрытой комнате; с тех пор другие авторы использовали эту схему. Джон Диксон Карр был признан мастером жанра, а его «Полый человек» был признан группой из 17 авторов детективов и рецензентов лучшим убийством в закрытой комнате всех времен в 1981 году. Преступление, о котором идет речь, обычно связано с местом преступления без указания того, как злоумышленник мог войти или покинуть, то есть закрытую комнату. Следуя другим условностям классического детективна, читателю обычно предоставляется головоломка и все подсказки, и ему рекомендуется разгадать тайну, прежде чем решение будет раскрыто в драматической кульминации.